# الهجرة العربية إلى هندوراس
بدأت الهجرة العربية إلى هندوراس في القرن التاسع عشر مع الإصلاحات الليبرالية التي قادها الرئيس ماركو أوريليو سوتو (1876-1883)، الذي رأى الهجرة كعامل حاسم في تطور رأسمالية في أميركا الوسطى ، وسعى إلى تهيئة بيئة جذابة للاستثمار الأجنبي. إن أكبر جالية عربية في هندوراس من شتات فلسطينيو ، وأغلبيتهم (خمسة وتسعون %) من المسيحيين (الكاثوليك والأرثوذكس). يبلغ عدد السكان العرب الهندوراسيين تقريبًا أكثر من ثلاثمائة ألف نسمة، منهم حوالي 280 ألف فلسطيني وعشرون ألف لبناني، وتشير التقديرات إلى أن عدد السكان المسلمين في هندوراس يبلغ حوالي احد عشر ألف نسمة.

## تاريخ

### خلفية
هاجر عدد قليل نسبيًا من العرب إلى هندوراس خلال القرن التاسع عشر. في عهد القائد العام المحافظ خوسيه ماريا ميدينا (من 1862آلي 1876)، أصدر الكونجرس الوطني أول قانون للهجرة في 26 فبراير، مما يسمح للأجانب الراغبين بالإقامة في البلاد. بعد ذلك، نشر المصلح الليبرالي الدكتور ماركو أوريليو سوتو (من 1876إلي 1883) الدستور السياسي لعام 1876، والذي عكس الأهمية التي أولاها للهجرة من أجل التنمية الوطنية، بما في ذلك القادمين من أمريكا الشمالية (الكثير منهم نزحوا بسبب عواقب الحرب الأهلية الأمريكية )، وهجرة أوروبية ، والشرق الأوسط وآسيا، إلخ. كما أكدت حكومة الجنرال لويس بوغران أيضًا على الهجرة كوسيلة لزيادة عدد السكان الوطنيين، وتنمية القوى العاملة، ومزيد من استغلال الموارد الطبيعية للبلاد؛ في هندوراس، عرض على الأجانب فرصة التعامل بالمساواة، والترحيب الودي، والأمن، وخاصة التأثير على الهوية الوطنية الهندوراسية. يُشار إلى قسطنطين نيني باعتباره أول عربي يستقر في هندوراس في عام 1893،  حتى قبل أن يُسمح للمسيحيين قانونيًا بمغادرة الدولة العثمانية في سنة 1895. 

### القرن العشرين
شهد أوائل القرن العشرين زيادة كبيرة في الهجرة العربية إلى هندوراس في أعقاب سقوط الدولة العثمانية والحرب العالمية الأولى . في أوائل القرن العشرين، لاحظ جونزالو "شالو" لوك أسماء العديد من أرباب الأسر العرب الفلسطينيين في سان بيدرو سولا ،  وأعد ماريو بوساس قائمة مماثلة لمزارع الموز النامية بالقرب من لا سيبا .  في عام 1920، كان العرب الفلسطينيون يشكلون 0.5% فقط من سكان هندوراس وفقًا لوثائق وزارة العلاقات الخارجية،  وأظهر تعداد عام 1935 وجود 47 "تركيًا" فقط و721 فلسطينيًا من إجمالي عدد السكان البالغ 960 ألف نسمة. (نظرًا لأن العديد من المهاجرين كانوا يحملون جوازات سفر من الدولة العثمانية، فقد اكتسب العرب الهندوراسيون لقب "الأتراك" العام.)  ومع ذلك، يقترح العديد من الباحثين أنه كانت هناك موجة من المهاجرين من الشرق الأوسط إلى أمريكا الوسطى في عشرينيات وثلاثينيات القرن العشرين؛ واستقرت مئات العائلات في المقام الأول في هندوراس،   مع ما يقرب من 25000 عربي في سان بيدرو سولا وحدها بحلول عام 1930، وأكثر من 40000 بحلول عام 1940.  كان العديد من هؤلاء المهاجرين متعلمين جيدًا، وجاء العديد منهم من بيت لحم الفلسطينية أو القرى المحيطة، مما سمح لهم بتكوين شبكات اجتماعية متماسكة وداعمة.  

### العصر الحالي
تشير التقديرات إلى أن عدد السكان العرب الفلسطينيين بلغ ما بين 150 ألفًا و200 ألف نسمة في بداية القرن الحادي والعشرين، وهي النسبة الثانية بعد تشيلي في الأمريكتين. 

## العرب الهندوراسيون البارزون

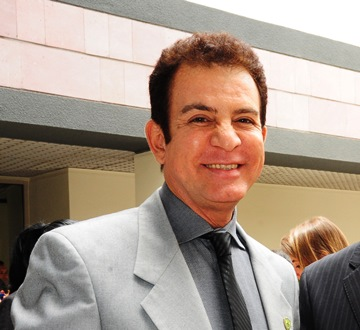
سلفادور نصر الله ، هو مهندس هندوراسي، ومقدم برامج تلفزيونية، وسياسي، وهو ابن مهاجرين عرب.

على الرغم من أن العرب الهوندوريين لا يشكلون سوى حوالي ثلاثة في المائة من سكان البلاد، فإنهم لاعبون رئيسيون في اقتصاد البلاد وسياساتها وفنونها وعلومها.[بحاجة لمصدر]

### الأعمال والسياسة
- سلفادور نصر الله هو مقدم تلفزيوني

## الملاحظات والمراجع
1. ↑  Darío Euraque (2005). "Los árabes de Honduras: entre la inmigración, la acumulación y la política". في Karim Hauser y Daniel Gil (المحرر). Contribuciones árabes a las identidades iberoamericanas (PDF). Casa Árabe. ص. 235. ISBN:978-84-613-6700-9. مؤرشف من الأصل (PDF) في 2023-03-28. اطلع عليه بتاريخ 2021-04-25.
2. ↑  J. Espín-Ocampo (2020). "Origen y evolución de la comunidad palestina en Chile". Revista Relaciones Internacionales, Escuela de Relaciones Internacionales. Universidad Nacional de Costa Rica. ج. 1 ع. 93. ISSN:1018-0583. مؤرشف من الأصل في 2024-08-21.
3. ↑  Luxner، Larry (يوليو–أغسطس 2001). "The Arabs of Honduras". Saudi Aramco World. مؤرشف من الأصل في 2016-10-27.
4. 1 2  González, Nancie L. Solien (1992). Dollar, Dove, and Eagle: One Hundred Years of Palestinian Migration to Honduras (بالإنجليزية). University of Michigan Press. ISBN:0472064940. Archived from the original on 2023-10-13.
5. ↑  Luque, Chalo (1915). Memorias de un sampedrano (بالإسبانية). G.R. Luque. pp. 61–64. Archived from the original on 2024-08-21.
6. ↑  Posas, Mario (1993). Breve historia de la ciudad de La Ceiba (A Brief History of La Ceiba) (بالإسبانية). Alcaldía Municipal de La Ceiba, Secretaría de Cultura. pp. 14–15. Archived from the original on 2023-10-13.
7. ↑  Ley de Inmigración, Decreto No. 101 (Decree #101: Immigration Law) Honduras Gazette, No. 7,860, 2 Apr 1929.
8. 1 2  Marín Guzmán, Roberto (2001). A Century of Palestinian Immigration Into Central America: A Study of Their Economic and Cultural Contributions (بالإنجليزية). San José, C.R.: Ed. de la Univ. de Costa Rica: Editorial Universidad de Costa Rica. ISBN:9789977675879. Archived from the original on 2023-10-13.
9. ↑  González, Nancie L. Solien (1992). Dollar, Dove, and Eagle: One Hundred Years of Palestinian Migration to Honduras (بالإنجليزية). University of Michigan Press. ISBN:0472064940. Archived from the original on 2023-10-13.González, Nancie L. Solien (1992).
10. ↑  Euraque، Darío A. (21 يونيو 2010). "The Arab‐Jewish economic presence in San Pedro Sula, the industrial capital of Honduras: Formative years, 1880s–1930s". Immigrants & Minorities. ج. 16 ع. 1–2: 94–124. DOI:10.1080/02619288.1997.9974905.
11. ↑  Lopez, Sharon; Speer, Catherine S. (2006). Zabel, Darcy (ed.). Arabs in the Americas: Interdisciplinary Essays on the Arab Diaspora (بالإنجليزية). Peter Lang. ISBN:9780820481111. Archived from the original on 2023-10-13.
12. ↑  Luxner، Larry (يوليو–أغسطس 2001). "The Arabs of Honduras". Saudi Aramco World. مؤرشف من الأصل في 2016-10-27.Luxner, Larry (July–August 2001).

## فهرس
- Amaya Banegas؛ Jorge Alberto (1997)، Los Árabes y Palestinos en Honduras (1900 - 1950) [The Arabs and Palestinians in Honduras]، Tegucigalpa: Guaymuras، ص. 159، ISBN:99926-15-51-6
- Euraque, Dario A. (1996) State, Power, Nationality, and Race in the History of Honduras. Editiones Subirana, Tegucigalpa, Honduras.
- Olga Joya and Ricardo Urquía. 1983. State Interventions in the Economic Development of Tegucigalpa, Thesis, History Department UNAH
- Pastor Fasquelle, Rodolfo. Biography of San Pedro Sula, 1536-1954. Centro Editorial, San Pedro Sula, Honduras; 1990.